# دين شريف محمد
دين شريف محمد (بالإنجليزية: Deen Sheriff Mohammed)‏ هو لاعب كرة قدم غاني في مركز الوسط، ولد في 20 يونيو 1986 في أكرا في غانا. شارك مع منتخب غانا تحت 23 سنة لكرة القدم ومنتخب غانا لكرة القدم. أما مع النوادي، فقد لعب مع شباب بلوزداد ونادي ميتييلاند ونادي هارتس أوف أوك.